# Friedrich Schauta
Friedrich Schauta, född den 15 juli 1849 i Wien, död där den 10 januari 1919, var en österrikisk läkare.
Schauta blev 1874 medicine doktor, 1881 docent i obstetrik och gynekologi i Wien, 1883 extra ordinarie och 1884 ordinarie professor i Innsbruck, 1887 i Prag och 1891 i Wien. Jämte en mängd mindre skrifter utgav han Grundriss der operativen Geburtshilfe (1885) och Lehrbuch der gesammten Gynäkologie (två band, 1896; tredje upplagan 1906–1907).